# Barahona (província)
Barahona és una província situada al sud-oest de la República Dominicana i a 204 quilòmetres de la seva capital, Santo Domingo. La capital de la província és Santa Cruz de Barahona i va ser creada l'any 1881.

## Fills il·lustres
- Maria Montez (1912-1951) actriu de cinema.